# فيفيز
فيفيز (هانغل: 비비지) هي فرقة فتيات كورية جنوبية شكلتها شركة بي بي أم.
تتكون الفرقة من ثلاثة أعضاء: اومجي، شينبي، أونها، وهم سابقا كانوا أعضاء في فرقة جيفريند، ظهروا لأول مرة في 9 فبراير 2022 مع أسطوانة بييم أوف بريزيم
. 